# 유다연
유다연(1987년 9월 23일 ~ )은 대한민국의 레이싱 모델이다.

## 학력
- 평택 청담고등학교
- 한경국립대학교 안전공학, 경영학 학사

## 경력

### 애이빙모델 경력
- 2019년 - 서울모터쇼 혼다 포즈모델
- 2018년 - 부산모터쇼 인피니티 포즈모델
- 2017년 - 서울모터쇼 르노삼성 포즈모델
- 2016년 - 부산모터쇼 쉐보레 포즈모델
- 2015년 - 서울모터쇼 랜드로버 포즈모델

- 2018년 - 지스타 넷마블 포즈모델
- 2018년 - 서울오토살롱 js오토스 포즈모델
- 2017년 - 서울오토살롱 루마 포즈모델
- 2016년 - 지스타 엑스토피아 포즈모델

- 2018년 - Daiwa 2018 s/s컬렉션 쇼모델
- 2017년 - 오레이디 런칭쇼 쇼모델
- 2016~2019년 - ONE Championship 링걸

### 레이싱모델 경력
- 2017~2018년, 2020년 - 금호타이어 스폰서쉽 및 엑스타 레이싱팀 전속 모델
- 2016년 - 쉐보레레이싱팀, 봉피양원레이싱팀 전속 모델
- 2015년 - KIC 컵 투어링카 레이스 레이싱모델
- 2015년 - 한중일 모터스포츠 페스티벌 레이싱모델